# Lijst van Nederlandse deelnemers aan de Olympische Winterspelen van 1948
Dit is een lijst van Nederlandse deelnemers aan de Winterspelen van 1948 in Sankt Moritz.
| Olympiër      | Sport     | Onderdeel                                   | Ervaring  |
| ------------- | --------- | ------------------------------------------- | --------- |
| Kees Broekman | schaatsen | 500 meter 1500 meter 5000 meter 10000 meter | debutant  |
| Anton Huiskes | schaatsen | 500 meter 1500 meter 5000 meter 10000 meter | debutant  |
| Aad de Koning | schaatsen | 500 meter 1500 meter 5000 meter             | debutant  |
| Jan Langedijk | schaatsen | 500 meter 1500 meter 5000 meter 10000 meter | 2e Spelen |